# Abbaye de Llantarnam
L'abbaye de Llantarnam est une abbaye cistercienne située à Llantarnam, un quartier situé au sud-est de la ville de Cwmbran, au Pays de Galles.
Fondée en 1179 par le seigneur de Caerleon, Hywel ab Ioerwerth, l'abbaye, au départ très importante, décroît peu à peu perdure jusqu'en 1536, date de la dissolution des monastères et de sa suppression.
Après la dissolution, les bâtiments sont rachetés par William Morgan, qui y construit une maison en réutilisant une partie du matériau monastique. En 1834-1835, cette maison est reconstruite. Les propriétaires vendent en 1946 leur maison aux sœurs de Saint Joseph, qui redonnent une vocation religieuse à Llantarnam et sui y résident toujours au XXIe siècle.

## Situation et toponymie
L'abbaye est située dans la vallée de l'Afon Lwyd (en), un affluent de l'Urk, plus précisément entre la Lwyd et le Dowlais Brook, un ruisseau alimentant cette dernière en rive droite. Les bâtiments monastiques sont aujourd'hui situés un peu à l'écart au sud-est de la zone urbanisée du quartier de Llantarnam, lui-même situé au sud-est de la ville nouvelle de Cwmbran.
C'est l'abbaye qui a donné son nom au quartier, bien qu'elle ait tout d'abord été appelée Caerleon durant plusieurs décennies, ainsi que Nant-Teyrnan et Dewma ; il faut en effet attendre 1273 et une décision du chapitre général cistercien pour que le nom de Llantanram soit déclaré l'appellation officielle de l'abbaye,.

## Histoire

### Fondation
L'abbaye de Llantarnam est fondée le 21 juillet 1179 par Hywel ab Ioerwerth, seigneur de Caerleon, qui y implante une communauté venue de Strata Florida, et effectue des dons importants au monastère. Mais il n'est pas le seul bienfaiteur de l'abbaye, de nombreux Gallois influents participant à l'établissement temporel de la communauté. Ainsi dotée, l'abbaye croît extrêmement vite dès sa fondation et compte, avant la fin du XIIe siècle, jusqu'à soixante moines,.
Certaines hypothèses, non prouvées à ce jour, permettraient d'établir que le site actuel n'ait pas été le site initial de Llantarnam. Aucune preuve ne permet de dire non plus que le site de départ était à Caerleon ou à proximité.
En revanche, la localisation à l'extrême sud-est du Pays de Galles, ainsi que les dons importants de nombreux nobles, montrent une volonté de faire de la nouvelle abbbaye, sinon une zone tampon entre les Galles et l'Angleterre, du moins une affirmation de la primauté galloise sur ce territoire.

### L'abbaye au Moyen Âge
Cette prospérité religieuse et matérielle ne dure cependant pas. En 1279, le revenu annuel de l'abbaye est de 44 livres. L'abbaye est par ailleurs victime des effets collatéraux de la révolte de Llywelyn Bren en 1316 : l'année suivante, la communauté ne compte plus qu'une vingtaine de membres,.
Avant 1398, l'abbaye est en outre ravagée par un incendie, à la suite de quoi le pape Boniface IX proclame une indulgence pour quiconque aide à la reconstruction de l'abbaye. En 1405, lors de la Révolte des Gallois, l'abbé de Llantarnam est tué.

### Fermeture
En 1535, le revenu annuel de l'abbaye est de 71 livres. Ainsi considérée comme un établissement monastique modeste, Llantarnam est fermée dès le 27 août 1536

### La période civile
Après la dissolution, les bâtiments sont rachetés par William Morgan. Lui-même ou son petit-fils Edward Morgan (en) construit une maison en réutilisant une partie du matériau monastique et fait ainsi disparaître l'organisation spatiale médiévale. Le seul bâtiment qui pourrait être encore d'origine est la grange, mais plusieurs chercheurs ont estimé qu'elle daterait plutôt du XVIIe ou du XVIIIe siècle,,.
La maison est en ruines en 1799. En 1834-1835, cette maison est reconstruite par le nouveau propriétaire, Reginald Blewitt (en), dans un mélange de Style Tudor et d'architecture jacobéenne réalisé par l'architecte Thomas Henry Wyatt. Doté d'une position confortable, il est toutefois ruiné par ce chantier estimé à soixante mille livres, concomitant à une déroute bancaire. Puis la propriété passe entre les mains de diverses personnes avant d'être utilisée comme dépôt par l'US Army en 1941.

### Nouvelle vocation religieuse

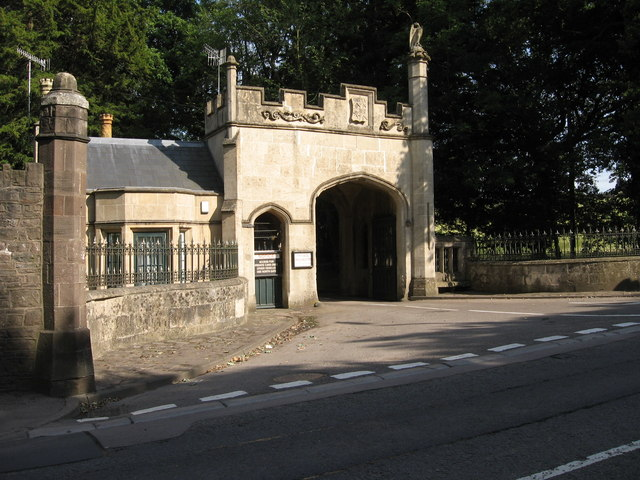
L'entrée de l'actuelle abbaye.

Les propriétaires vendent en 1946 leur maison aux sœurs de Saint Joseph, qui redonnent une vocation religieuse à Llantarnam et qui y résident toujours au XXIe siècle. L'abbaye a conservé son nom d'origine, mais les sœurs y ont adjoint le nom « Ty Croeso Centre ». Llantarnam constitue pour les sœurs leur provincialat, c'est-à-dire le siège de leurs activités britanniques ; elles y mènent de nombreuses restaurations de 1950 à 1982.
Le 6 juin 1962, l'abbaye est en outre classée comme monument de grade II.

## L'abbaye
Les fouilles menées ont permis de mettre au jour les fondations de l'église abbatiale ainsi que du cloître médiéval, ainsi que celle de la porterie délimitant la clôture.